# Juan Aldama, Catazajá
Juan Aldama är en ort i Mexiko.   Den ligger i kommunen Catazajá och delstaten Chiapas, i den sydöstra delen av landet, 800 km öster om huvudstaden Mexico City. Juan Aldama ligger 29 meter över havet och antalet invånare är 116.
Terrängen runt Juan Aldama är platt. Runt Juan Aldama är det ganska glesbefolkat, med 34 invånare per kvadratkilometer. Trakten runt Juan Aldama består till största delen av jordbruksmark.